# زندگی جنایت‌بار آرچیبالدو دلا کروز
جنایت‌های دلا کروز یا زندگی جنایت‌بار آرچیبالدو دلا کروز با نام اصلی اسپانیایی: Ensayo de un Crimen به معنی «تکرار جنایت» نام فیلمی است ساختهٔ لوئیس بونوئل در سال ۱۹۵۵ میلادی. این فیلم نیز مانند آثار دیگر بونوئل یک کمدی سیاه است و طنز تلخ و گزنده‌ای دارد.

## داستان
داستان دربارهٔ مردی است به نام آرچیبالدو دلا کروز (با بازی ارنستو آلونسو) که کوشش‌هایش در به‌قتل‌رساندن زنانی جوان -که اغلب خود جذب آرچیبالد شده‌اند- ناکام می‌ماند. داستان از جایی شروع می‌شود که آرچیبالد در بیمارستانی تحت مراقبت است. پس از صحبت با پرستار، برای قتل او اقدام می‌کند اما پرستار فرار می‌کند و به اشتباه از در آسانسور به پایین پریده و کشته می‌شود. با اعزام پلیس، آرچیبالد در صحبت با قاضی خود را عامل قتل پرستار معرفی کرده و خود را جانی می‌خواند. سپس داستان زندگی خود را آغاز می‌کند. او در کودکی از مادرش یک جعبهٔ موسیقی هدیه می‌گیرد و با داستانی که خدمتکار منزل در مورد خاصیت جادویی آن جعبه -که هرکسی که صاحب جعبه بخواهد کشته می‌شود- می‌گوید، تصور می‌کند که می‌تواند یک جنایتکار باشد. در همان هنگامی که او این خاصیت جادویی جعبه را امتحان می‌کند، خدمتکار توسط تیری که از بیرون پنجره توسط یک شورشی خیابانی شلیک شده‌است، به قتل می‌رسد. در بزرگ‌سالی این جعبه را دوباره از یک جواهر فروشی خریداری می‌کند و اقدام به قتل چند زن جوان می‌کند که البته ناکام می‌ماند ولی بعد از آن، زنان جوان به همان صورتی که آرچیبالد قصد قتل‌شان را داشت کشته می‌شوند. در نهایت با ازبین‌بردن جعبه، با یکی از قربانیان سابقش به نام لاوینیا (با بازی میروسلاوا استم) به زندگی عادی خود برمی‌گردد.